# 阿古柏
穆罕默德·雅霍甫伯克（羅馬化：Yaqub Bek；1820年—1877年5月30日），漢文史料稱之為“阿古柏”，又作穆罕默德·阿古柏·伯克、库西伯克、雅各刊、俄古柏，中亚浩罕汗国阿克麦吉特（意为“白色清真寺”）伯克，後為畢杜勒特汗國埃米爾。
阿古柏是塔吉克族人，原為浩罕汗國將領，英勇善戰，因功被升為阿克麦吉特（今哈萨克斯坦克孜勒奧爾達）伯克。1864年，清朝下轄的新疆各地的回族、維吾爾族相繼發動暴動。1865年，喀什噶爾的回部請求浩罕汗國增援，浩罕可汗派阿古柏率軍進入新疆，佔據整個回疆，建立政教合一的哲德沙尔汗国。1867年，廢除哲德沙尔汗国，改為畢杜勒特汗國，自封埃米爾。1876年，浩罕汗國滅亡，其部眾投奔阿古柏，其勢力更加壯大，並獲得俄羅斯和英國的支持和承認。清廷派左宗棠出征新疆，阿古柏失去了北疆的所有領土。1877年，阿古柏突然死去，不久其勢力被清軍攻滅。

## 姓名
阿古柏在诸语言的史料中有记载，同时也有许多拉丁化名称。他的英语化名称有：Yaqub Beg、Yakub Beg（不列颠百科全书）、Yakoob Beg（Boulger, 1878）、 Ya`qūb Beg（Kim Hodong, 2004）数种。他的俄语罗马化后作Yakub-bek（Paine, 1996），这个词汇来自烏茲別克語：。
- 穆罕穆德，常见人名，同时也有多种译法。
- 雅霍甫，即是阿拉伯语中叶尔孤白的对应词。
- 伯克，也称贝伊，是突厥语的贵族名。

## 生平

### 出身舞童
1820年，穆罕默德·雅霍甫出生于塔什干附近的一个村子裡，他的族属是塔吉克人。其父伊斯迈特·乌拉，在村中负责替病人诵《古兰经》祈福，其角色类似于薩滿。出生后不久，其父母离异，幼小的雅霍甫跟随改嫁的母亲，其继父是村中的屠夫。数年之后，其母亲死去，雅霍甫成为了孤儿，流落塔什干街头。

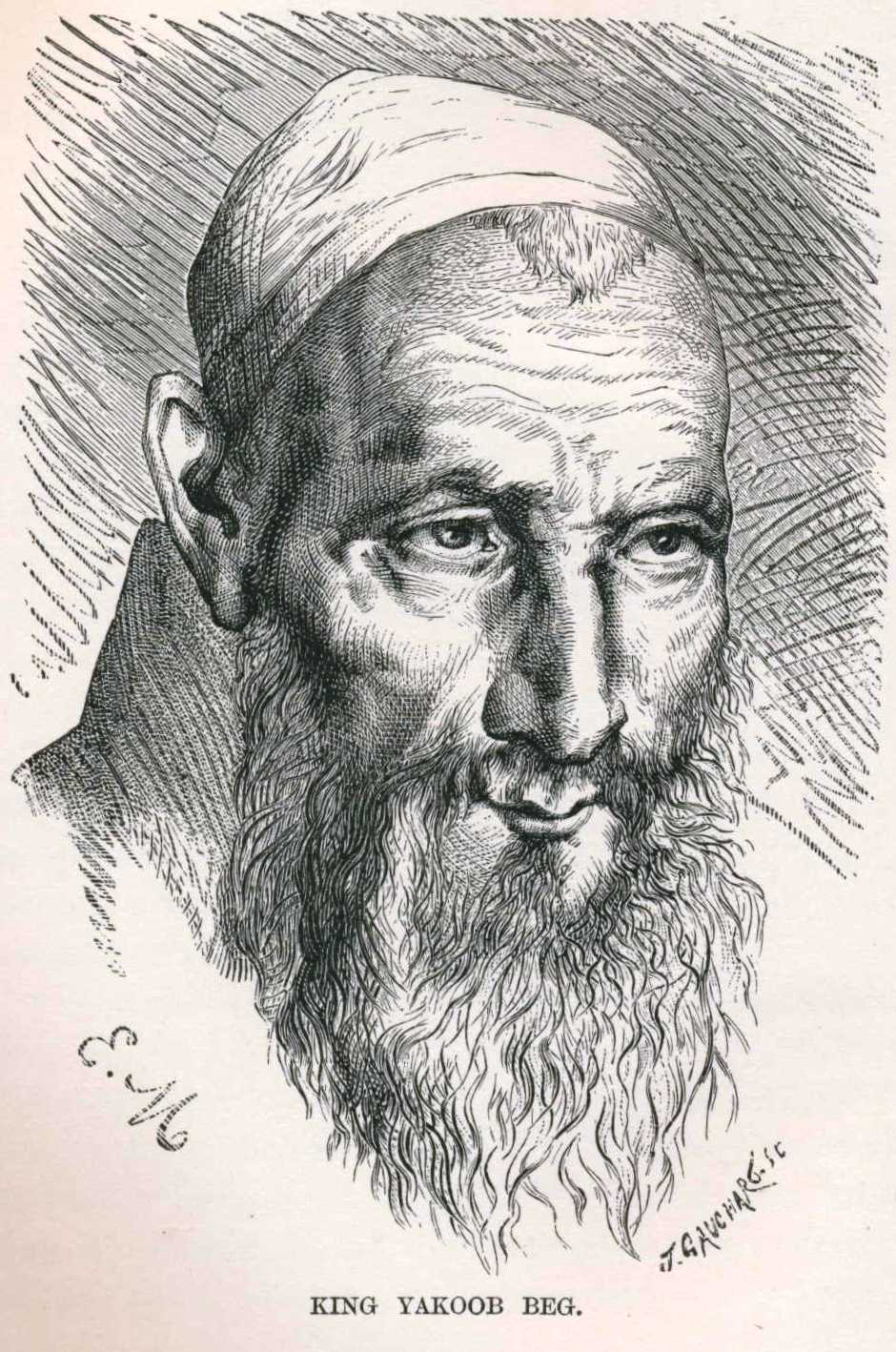
雅霍甫伯克，即阿古柏

少年雅霍甫面容姣好，被街头艺人收留，学到了精湛的舞艺。大约10岁的时候，他成为了一名男扮女装的舞童（巴特恰）。不久，一名路过塔什干的浩罕官吏看中了他，将其收为自己的娈童，带回浩罕。他和姐姐最終被转送给马达里汗穆罕默德·卡里姆·卡希卡，在阿古柏長大後成為了後者的侍從官。

### 崭露头角
1842年，马达里败于布哈拉汗国，战死沙场。布哈拉进占浩罕城，全国一片混乱。时任浩罕阿奇木伯克的卡希卡也加入对汗位的角逐中，但不幸失敗喪命。已经长大成人的雅霍甫随即回到家乡投奔塔什干伯克纳尔·穆罕默德·库什，并将美丽的同母妹妹献给了库什，藉此获得成为库什副官（传令官、玛赫拉姆）的机会。不久以后，库什派其出任五百人长（胖色提），负责镇压塔什干境内的哈萨克人起义。雅霍甫骁勇善战，屡立战功，曾应召赴塔什干协助浩罕的讷克布伯克抗击沙俄入侵。1860年左右，晋升为阿克麦吉特（今哈萨克斯坦克孜勒奧爾達）伯克，成为拥有自己势力的一方诸侯。因拥立毛拉汗有功，被任命为“沙哈瓦尔”（宫廷主事）及要塞库拉玛的长官。

### 入侵新疆
1864年，新疆民乱，库车、和阗、喀什、吐鲁番等地先后建立了地方割据政权，与清兵互相攻伐，局势混乱。占据喀什旧城的柯尔克孜族伯克思的克自立为“帕夏”，为了树立威信，决定派手下金相印去浩罕城迎回波罗尼都曾孙，号称“圣裔”的布素鲁克（布士尔克），立为傀儡；同年俘獲了清朝葉爾羌阿奇木伯克阿克拉依都。8月，金相印於疏勒擊敗喀什噶爾阿奇木伯克庫圖魯克。1865年春，浩罕阿里木库里派阿古柏率领50名骑兵护送布素鲁克去喀什。
一到喀什，布素鲁克和阿古柏便组织兵变，将思的克逐出喀什。3月，思的克率7000余柯尔克孜兵回袭喀什。阿古柏此时显露出了超群的军事指挥能力，仅率100名骑兵夜袭敌军，击溃了思的克。接收了思的克势力的阿古柏迅速组建了数千名士兵的军队，4月11日攻克了英吉沙尔，并将思的克残部彻底逐出新疆。

### 哲德沙尔汗国

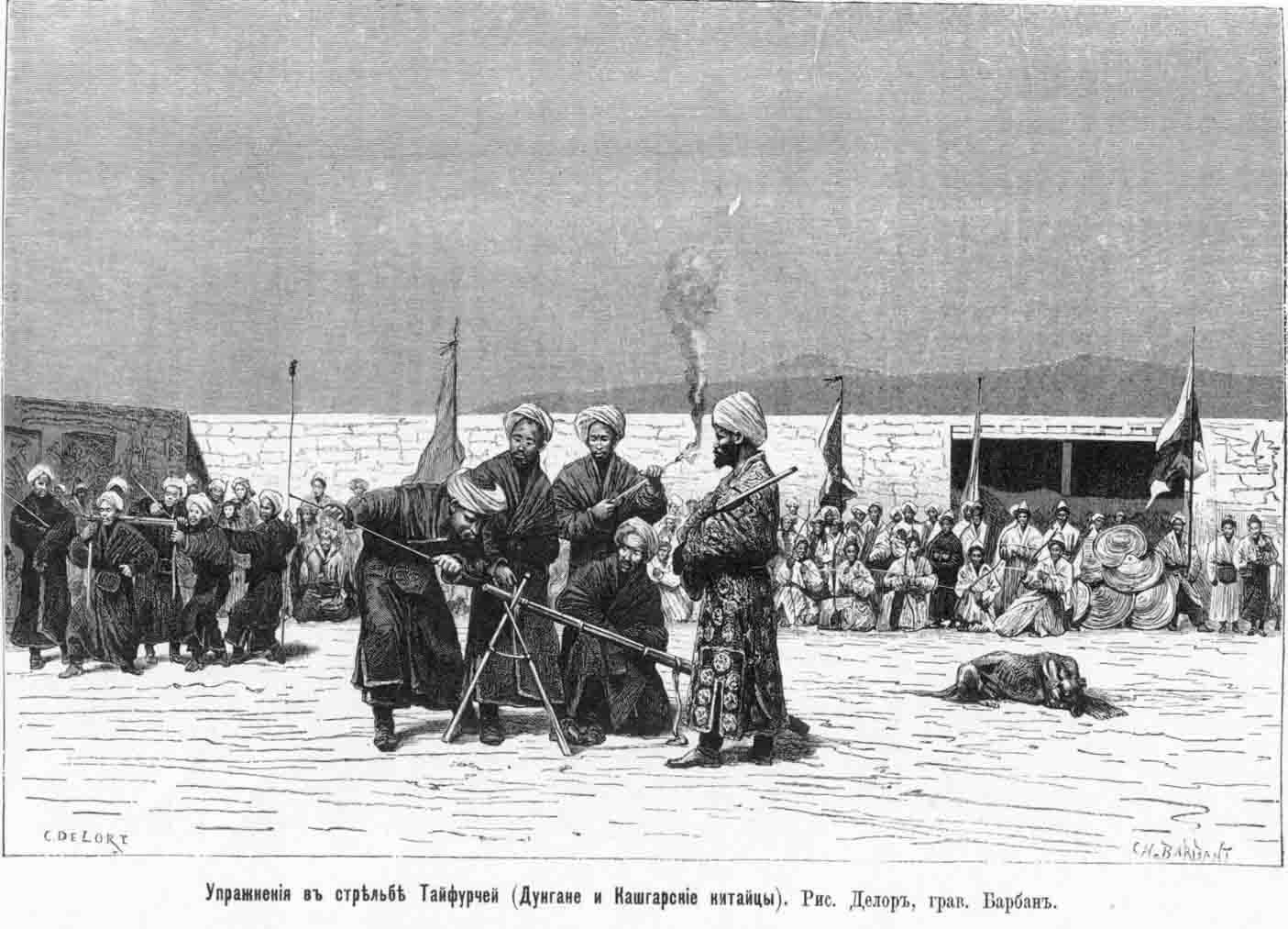
阿古柏軍的射擊訓練

在阿古柏扶持下，布素鲁克於1865年4月建立了“哲德沙尔汗国”，意即“七城汗国”，表明一统回部七大城（一般认为是喀什、英吉沙、叶尔羌、和阗、阿克苏、库车、乌什）的野心。
4月下旬，阿古柏约叶尔羌阿奇木伯克尼亚孜为内应，偷袭叶尔羌，在巷战中失利。回军途中，又遭遇库车阿訇热西丁的军队，在罕南力克战役中复大败，逃回喀什。阿古柏于是调整战略重点，转而攻击仍在清军守备下的喀什汉城。9月1日，清军守备何步云投降献城，喀什噶尔参赞大臣奎英举家自杀，残部被迫皈依伊斯兰教。
1867年，浩罕被俄国支持的布哈拉汗国再次击败，丢失塔什干，约7000名残部在玉努斯江率领下逃入新疆投奔同族阿古柏。得到这支生力军的阿古柏实力大增，连克叶尔羌、和阗。就在此时，布素鲁克在喀什发动兵变，希望摆脱阿古柏，坚守41天后失败，阿古柏政变，把布素鲁克（布士尔克）逼下宝座，送去阿拉伯半岛麦加朝圣。阿古柏立波罗尼都长子玉素甫之子，亦是布素鲁克的堂兄买买提明即位，号称“卡塔條勒（卡塔爾勒）”。第二年，由于卡塔条勒也不安心做傀儡，故当傀儡还不到4个月就被阿古柏暗中毒死。同时，经过反复争夺，阿古柏终于击败了热西丁，夺取了阿克苏、乌什，统一了除库车之外的南疆。

### 洪福汗国

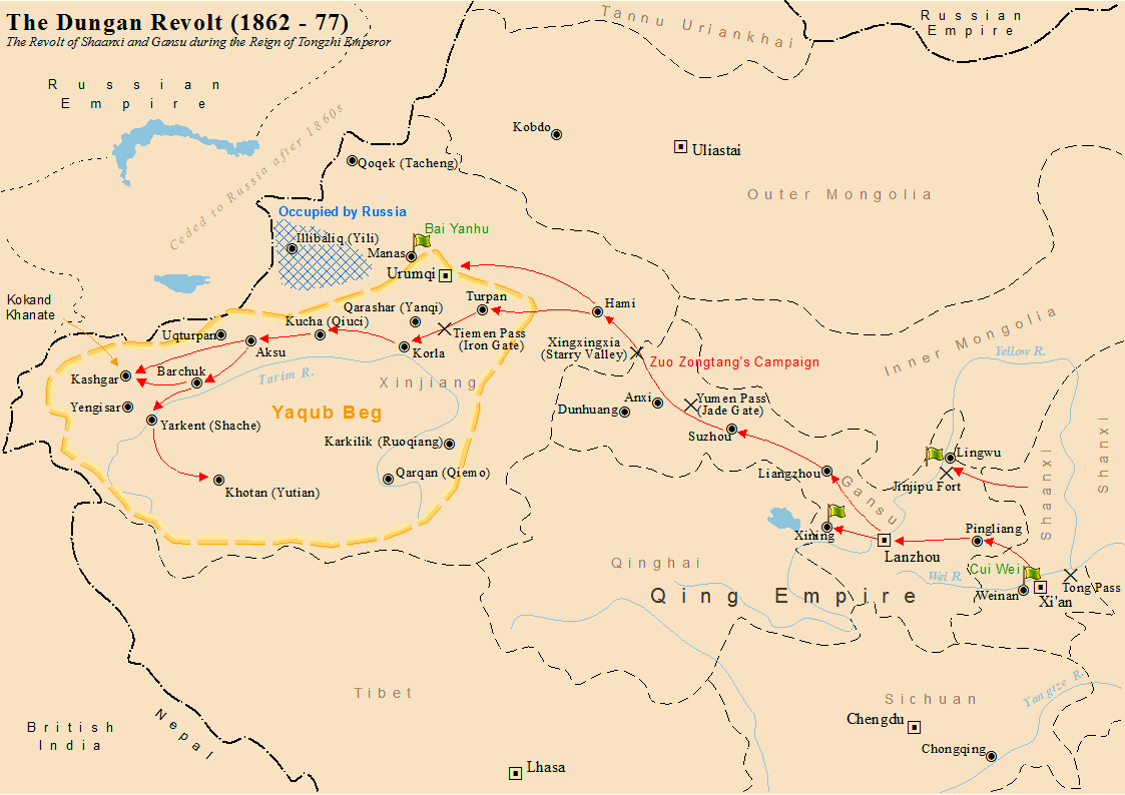
1862-77年的西北動亂和平定

1867年5月，随着阿古柏的不断胜利，他觉得不再需要傀儡了，于是他宣布取消“哲德沙尔汗国”，建立“洪福汗国”（又称“毕杜勒特汗国”），自封为「巴达吾来特哈孜」（Badaul-et Qazi），即汉文史籍上的「毕杜勒特」（波斯語：بدولت，羅馬化：Badaulet，或译为“毕条勒特”，“毕调勒特”，「哈孜」即加齐，巴达吾来特哈孜意即“洪福之王”）。布哈拉埃米爾國还赐给他“阿塔勒克哈孜” (忠实信徒的征服之父) 的称号。
5月，攻占库车、库尔勒，侵占南疆。“洪福汗国”以伊斯兰教法（“沙里亚”）作为最高法律，在各地设立宗教法庭，强迫异教徒改信伊斯兰教:286。其所占各地分为设立伯克作为当地军政长官。该政权对农民采取重税政策。
1868年，大英帝国派遣特使会晤阿古柏，承认其政权，次年，阿古柏也派亲信米尔扎·沙迪赴英属印度会见总督，争取英国支持。英国决定向其赠送大批军火，并允许其在印度招募工匠回喀什设立军工厂。1870年，俄羅斯帝國也派人前往喀什会晤阿古柏，承认其政权。不过总体来说，在这一时期，英国仍然是阿古柏的主要支持者，期望能够通过支援阿古柏将俄国的扩张阻止在天山以北。
在得到大批先进装备后，阿古柏於1870年5月攻占了吐鲁番，并收降了以白彦虎为首的陕甘回军残部，实力进一步增强。此時，阿古柏殺害了包括阿克拉依都在內的原先俘獲的多名新疆伯克。到1871年底为止，迪化、玛纳斯、鄯善先后被阿古柏攻克，同时俄国为阻止阿古柏进一步扩张，出兵占领伊犁。这样，清军在新疆仅存塔城、乌苏等少数据点。阿古柏成为了新疆大部分地区的实际统治者。
在这种情况下，俄国加强了与阿古柏的联系，1872年，与阿古柏签订了“俄阿条约”，共5款，规定俄国承认“洪福汗国”，“洪福汗国”给予俄国控制区内贸易权，关税按2.5%收取。
阿古柏随即派遣阿吉托拉回访圣彼得堡，并访问奥斯曼帝国。身兼伊斯兰教领袖哈里发的奥斯曼苏丹阿卜杜勒·阿齐兹封阿古柏为埃米尔，并派遣军事教官去喀什（著名的有训练步兵的玉素甫‧伊斯玛依（Yusuf Ismail）、训练骑兵的穆罕默德‧玉素甫（Muhammed Yusuf），训练炮兵的伊斯玛依‧哈克（Ismã'īl Haqq），和顾问扎满‧贝伊（Zamãn Bey）、阿里‧卡兹姆（Ali Kazim）等）。奥斯曼帝国此举使“洪福汗国”在伊斯兰教法上获得了合法地位。
在这种情况下，英国加大了对阿古柏的援助，维多利亚女王甚至亲笔致信阿古柏，与其修好。1874年2月2日，“英阿条约”签订，除了和“俄阿条约”类似的条款外，还规定双方互派大使。

### 败亡
1875年，在左宗棠的率领下，湘军进入新疆，清军收复新疆之战开始。次年底，阿古柏已经失去了北疆的所有领土。就在清军开始南下之时，阿古柏突然於1877年5月29日猝死于焉耆。关于他的死因，有着多种说法。清史稿说他是饮毒酒自杀，但是有人认为他是被人毒死，甚至有英国人记载其是酒后与小吏扭打而死等等。
他死后，其子伯克·胡里即位，将其葬於喀什。不久，“洪福汗国”崩溃，伯克·胡里于1878年2月率残部白彦虎等人逃回中亚河间地区（一说投奔沙俄）。奥斯曼军事援助被湘军所俘获，称“乳目国洋教头”，审讯后释放并被英国接走。

## 評價

### 中国的评价
在中国大陆和台湾地区，领导人和后世学者对于阿古柏及其政权的评价均为负面。
原中华人民共和国副主席王震称阿古柏是“从新疆外部打进来的”、“沙俄、英帝的走狗”。
原中国人民政治协商会议全国委员会副主席包尔汉认为阿古柏“侵据了新疆，对群众加重了各种差徭和赋税，群众受到的压迫、剥削和遭受的苦难更加沉重了。”
中国人民大学清史研究所博士、现任中国藏学研究中心历史研究所研究员梁俊艳认为阿古柏政权“政治上，它实行民族歧视政策；思想上，利用伊斯兰教愚弄中国人民；经济上则实行经济压榨和剥削。”
台湾地区国防部步訓部戰術組的楊名宇少校认为阿古柏統治新疆期間“對新疆人徵收重稅及殘酷壓迫，並強迫眾人信奉伊斯蘭教，進行宗教迫害。”

### 其他评价
- 熱比婭·卡德爾稱阿古柏是一個“維吾爾族的英雄”[10]。
- 基地組織領導人穆斯塔法·塞特馬里亞姆·納薩爾（英语：Mustafa Setmariam Nasar）讚揚阿古柏在穆斯林中推廣教育的行為，並因他對中國人和佛教徒的戰爭稱他是一個“好人”[11]。